# Tejina-senpai
Tejina-Senpai (手品先輩 Senpai mágica?), en inglés Magical Sempai, es una serie de manga japonesa creada por Azu. Se ha serializado en la revista Weekly Young Magazine de Kōdansha desde febrero de 2016 y se ha recopilado en siete volúmenes de tankōbon.
Una adaptación a serie de televisión de anime de Liden Films se emitió entre el 2 de julio y 17 de septiembre de 2019, cuenta con 12 episodios.

## Argumento
Tras descubrir que su preparatoria exige a todos sus alumnos que formen parte de algún club, el chico protagonista acaba buscando uno en contra de su voluntad. Es entonces cuando ve a Tejina, una chica que está haciendo trucos de magia en la sala de su club, pero que de repente comienza a meter la pata al descubrir que tiene público porque sufre de pánico escénico. El joven acabará uniéndose al club con Tejina y siendo su asistente en los trucos de magia.

## Personajes
Senpai (先輩 Senpai?)
Seiyū: Kaede Hondo
La personaje principal. Es una chica de secundaria y una maga experta, pero solo cuando nadie está mirando. Lamentablemente para ella, sufre de pánico escénico, lo que le hace cometer con frecuencia errores garrafales en sus trucos de magia, cosa que la hace ver como una torpe. 
Asistente (助手 Joshu?)
Seiyū: Aoi Ichikawa
Un chico de secundaria que es reclutado para ser el asistente de Senpai en el Club Mágico. Suele ser muy duro con Senpai y aprovecharse de sus descuidos de manera pervertida.
Hermana (お姉ちゃん Onee-chan?)
Seiyū: Himika Akaneya
La hermana de la Senpai, a quien gusta avergonzar, y maestra en la escuela Tanenashi. Ella acepta ser la asesora del Club Mágico. Disfruta vestir a Senpai con trajes de cosplay. 
Saki-chan (咲ちゃん?)
Seiyū: Eri Kitamura
Saki es una estudiante de transferencia de tercer año con cabello largo y ondulado. Ella está a cargo del Club de Arte Callejero y tiene la intención de hacerse cargo del Club Mágico. Está obsesionada con su hermano pequeño, Ma-kun. Ella puede hacer animales con globos, pero sus actuaciones son tan torpes y elegantes como las de Senpai. 
Ma-kun (まーくん?)
Seiyū: Daisuke Namikawa
Masashi es el hermanito obeso de Saki. Él es sensato como asistente. Se une junto a Saki al Club Mágico. 
Madara-san (斑さん?)
Seiyū: Rie Takahashi
Madara es una estudiante de segundo año y presidenta del Club de Química. Dejó que el Asistente se uniera a su club cuando el Club Mágico no tenía suficientes miembros. Es capaz de hacer algunos trucos usando técnicas científicas, pero siempre se molesta por las travesuras de Senpai. No le gustan las cosas pervertidas, cosa que le dejó en claro a Asistente cuando pidió unirse a su club de Química.

## Medios de comunicación

### Manga
Magical Sempai, escrito e ilustrado por Azu, comenzó la serialización en la revista Weekly Young de Kodansha desde febrero de 2016. Siete volúmenes de tankōbon se han lanzado al 6 de julio de 2020.
| N.º | Fecha de lanzamiento    | ISBN original          |
| --- | ----------------------- | ---------------------- |
| 1   | 5 de agosto de 2016     | ISBN 978-4-06-382835-1 |
| 2   | 6 de diciembre de 2016  | ISBN 978-4-06-382888-7 |
| 3   | 6 de abril de 2017      | ISBN 978-4-06-382955-6 |
| 4   | 6 de septiembre de 2017 | ISBN 978-4-06-510144-5 |
| 5   | 6 de noviembre de 2018  | ISBN 978-4-06-513559-4 |
| 6   | 6 de septiembre de 2019 | ISBN 978-4-06-516993-3 |
| 7   | 6 de julio de 2020      | ISBN 978-4-06-520194-7 |
| 8   | 5 de marzo de 2021      | ISBN 978-4-06-522586-8 |

### Anime
Una adaptación a serie de televisión de anime se anunció en el número 49 de Weekly Young Magazine el 5 de noviembre de 2018.
La serie está animada por Liden Films y dirigida por Fumiaki Usui, con Rintarou Ikeda a cargo de la composición de la serie, Eriko Itō diseñando los personajes y Takeshi Hama componiendo la música. Se estrenó el 2 de julio de 2019 y finalizó el 17 de septiembre del mismo año en Tokyo MX, MBS y BS-NTV.
La serie consta de 12 episodios de quince minutos. i☆Ris interpretó el tema de apertura de la serie "FANTASTIC ILLUSION", mientras que Minori Suzuki interpretó el tema final de la serie "Dame wa Dame". Crunchyroll transmite la serie en simultáneo.